# Астрилдови
Астрилдови (Estrildidae) е семейство малки врабчоподобни птици, хранещи се със семена и разпространени от тропиците на Стария свят и Австралия.
Те са общителни и често колониални птици с къси, дебели, но заострени клюнове. Всички видове в семейството са сходни по структура и навици, но се различават значително по цветове и шарки на оперението.
Всички астрилдови изграждат големи куполообразни гнезда и снасят пет до десет бели яйца. Много видове изграждат нощни гнезда. Някои от видове астрилдови са гостоприемници на паразитните вдовицови.
Повечето астрилдови са чувствителни към студ и се нуждаят от топли, обикновено тропически местообитания, въпреки че някои видове, като Lonchura monticola, Neochmia temporalis и видовете от род Stagonopleura, са се адаптирали към по-хладния климат на Южна Австралия и планините на Нова Гвинея.
Най-дребният вид от семейството е Nesocharis shelleyi с дължина едва 8,3 cm, въпреки че най-лекият вид е сивата черноопашата астрилда (Estrilda troglodytes) с тегло от едва 6 g. Най-големият вид е оризарката (Padda oryzivora) със средна дължина 17 cm и тегло 25 g.

## Таксономия
Семейството Астрилдови е въведено през 1850 г. от френския натуралист Шарл Люсиен Бонапарт. В списъка на световните птици, поддържан от Франк Гил, Памела Расмусен и Дейвид Донскър от името на Международния орнитологичен комитет (МОК), семейството съдържа 140 вида, разделени в 41 рода. Молекулярните филогенетични изследвания показват, че семейството Астрилдови е сестринско на семейство Вдовицови, съдържащо птиците индиго и кудата. Двете семейства се разделят преди около 15,5 милиона години.
Генетично изследване на Астрилдови от Ърбан Олсън и Пер Алстром, публикувано през 2020 г., идентифицира 6 основни клона. Тези клонове се появяват преди 4,5 и 8,9 милиона години и според някои автори всеки клон следва да се третира като подсемейство. Това контрастира с по-ранно предложение, в което семейството е разделено на три подсемейства.

### Списък на родовете
| Снимка | Род                             | Съществуващи видове |
| ------ | ------------------------------- | --- |
|        | Heteromunia Mathews, 1913       | - Heteromunia pectoralis |
|        | Oreostruthus De Vis, 1898       | - Oreostruthus fuliginosus |
|        | Stagonopleura Reichenbach, 1850 | - Stagonopleura bella - Stagonopleura oculata - Stagonopleura guttata |
|        | Neochmia Gray, GR, 1849         | - Neochmia temporalis - Neochmia phaeton |
|        | Emblema Gould, 1842             | - Emblema pictum |
|        | Bathilda Reichenbach, 1862      | - Bathilda ruficauda |
|        | Aidemosyne Reichenbach, 1862    | - Aidemosyne modesta |
|        | Stizoptera Oberholser, 1899     | - Stizoptera bichenovii |
|        | Taeniopygia Reichenbach, 1862   | - Зеброва амадина (Taeniopygia guttata) - Taeniopygia castanotis |
|        | Poephila Gould, 1842            | - Poephila personata - Poephila acuticauda - Poephila cincta |
|        | Spermestes Swainson, 1837       | - Сивоглава амадина (Spermestes griseicapilla) - Бронзовокрила амадина (Spermestes cucullata) - Чинкоподобна амадина (Spermestes fringilloides) - Черно-бяла амадина (Spermestes bicolor) |
|        | Lepidopygia Reichenbach, 1862   | - Lepidopygia nana |
|        | Euodice Reichenbach, 1862       | - Африканска сивоклюна амадина (Euodice cantans) - Индийска амадина (Euodice malabarica) |
|        | Padda Reichenbach, 1850         | - Оризарка (Padda oryzivora) - Padda fuscata |
|        | Mayrimunia Wolters, 1949        | - Mayrimunia tristissima - Mayrimunia cinereovinacea |
|        | Мунии Sykes, 1832               | - Люспогърда амадина (Lonchura punctulata) - Черна амадина (Lonchura stygia) - Черноглава муния (Lonchura malacca) - Черногърла муния (Lonchura kelaarti) - Lonchura molucca - Lonchura striata - Lonchura fuscans - Lonchura leucogastra - Lonchura nigerrima - Lonchura atricapilla - Lonchura ferruginosa - Lonchura maja - Lonchura pallida - Lonchura grandis - Lonchura teerinki - Lonchura montana - Lonchura monticola - Lonchura vana - Lonchura nevermanni - Lonchura spectabilis - Lonchura hunsteini - Lonchura nigerrima - Lonchura forbesi - Lonchura leucogastroides - Lonchura flaviprymna - Lonchura quinticolor - Lonchura castaneothorax - Lonchura melaena |
|        | Chloebia Reichenbach, 1862      | - Червеноглава гулдова амадина (Chloebia gouldiae) |
|        | Erythrura Swainson, 1837        | - Зеленолика папагалова амадина (Erythrura viridifacies) - Пъстра папагалова амадина (Erythrura coloria) - Трицветна папагалова амадина (Erythrura trichroa) - Erythrura hyperythra - Erythrura prasina - Erythrura tricolor - Erythrura papuana - Erythrura psittacea - Erythrura pealii - Erythrura cyaneovirens - Erythrura regia - Erythrura kleinschmidti |
|        | Nesocharis Alexander, 1903      | - Nesocharis ansorgei - Nesocharis shelleyi |
|        | Coccopygia Reichenbach, 1862    | - Coccopygia quartinia - Coccopygia melanotis - Coccopygia bocagei |
|        | Mandingoa Hartert, E, 1919      | - Mandingoa nitidula |
|        | Cryptospiza Salvadori, 1884     | - Червенолика астрилда (Cryptospiza reichenovii) - Cryptospiza salvadorii - Cryptospiza jacksoni - Cryptospiza shelleyi |
|        | Parmoptila Cassin, 1859         | - Червенолика мравчена астрилда (Parmoptila rubrifrons) - Parmoptila jamesoni - Parmoptila woodhousei |
|        | Nigrita Strickland, 1843        | - Белогърда нигрита (Nigrita fusconotus) - Кестенявогърда нигрита (Nigrita bicolor) - Сивоглава нигрита (Nigrita canicapillus) - Nigrita luteifrons |
|        | Delacourella Wolters, 1949      | - Сивоглава белобуза астрилда (Delacourella capistrata) |
|        | Brunhilda Reichenbach, 1862     | - Brunhilda erythronotos - Brunhilda charmosyna |
|        | Glaucestrilda Roberts, 1922     | - Бледолива червеноопашата астрилда (Glaucestrilda caerulescens) - Glaucestrilda perreini - Glaucestrilda thomensis |
|        | Астрилди Swainson, 1827         | - Арабска астрилда (Estrilda rufibarba) - Блатна астрилда (Estrilda paludicola) - Вълниста астрилда (Estrilda astrild) - Оранжевобуза астрилда (Estrilda melpoda) - Сива черноопашата астрилда (Estrilda troglodytes) - Червенокръста астрилда (Estrilda rhodopyga) - Черноглава астрилда (Estrilda atricapilla) - Estrilda kandti - Estrilda nonnula - Estrilda poliopareia - Estrilda nigriloris |
|        | Ortygospiza Sundevall, 1850     | - Африканска астрилда-пъдпъдък (Ortygospiza atricollis) |
|        | Paludipasser Neave, 1909        | - Paludipasser locustella |
|        | Amadina Swainson, 1827          | - Червеногърла сипка (Amadina fasciata) - Червеноглава амадина (Amadina erythrocephala) |
|        | Amandava Blyth, 1836            | - Тигрова астрилда (Amandava amandava) - Маслиненозелена муния (Amandava formosa) - Златистогърда астрилда (Amandava subflava) |
|        | Granatina Sharpe, 1890          | - Granatina ianthinogaster - Granatina granatina |
|        | Uraeginthus Cabanis, 1851       | - Червенобуза синя астрилда (Uraeginthus bengalus) - Uraeginthus angolensis - Uraeginthus cyanocephalus |
|        | Spermophaga Swainson, 1837      | - Синьоклюна червеногърда астрилда (Spermophaga haematina) - Червеноглава астрилда (Spermophaga ruficapilla) - Spermophaga poliogenys |
|        | Pyrenestes Swainson, 1837       | - Pyrenestes sanguineus - Pyrenestes minor - Чернокоремна астрилда (Pyrenestes ostrinus) |
|        | Pytilia Swainson, 1837          | - Червенокрила питилия (Pytilia phoenicoptera) - Червенолика питилия (Pytilia hypogrammica) - Pytilia afra - Pytilia lineata - Pytilia melba |
|        | Euschistospiza Wolters, 1943    | - Euschistospiza dybowskii - Euschistospiza cinereovinacea |
|        | Hypargos Reichenbach, 1862      | - Hypargos niveoguttatus - Hypargos margaritatus |
|        | Clytospiza Shelley, 1896        | - Clytospiza monteiri |
|        | Lagonosticta Cabanis, 1851      | - Африкански тъмночервен амарант (Lagonosticta rubricata) - Петнистогърд амарант (Lagonosticta rufopicta) - Червеноклюн амарант (Lagonosticta senegala) - Чернокоремен амарант (Lagonosticta rara) - Lagonosticta nitidula - Lagonosticta rhodopareia - Lagonosticta virata - Lagonosticta sanguinodorsalis - Lagonosticta larvata - Lagonosticta umbrinodorsalis |